# Michelle Borth
Michelle Borth (Secaucus, 19 agosto 1978) è un'attrice statunitense.

## Biografia
Borth è nata e cresciuta a New York City. Sua madre è di origine italiana e possiede un'attività di bricolage. Ha due fratelli minori.  Aspirava a diventare una ginnasta, ma in seguito ha scoperto il desiderio di recitare. Si è iscritta alla Pace University, ricevendo un Bachelor of Fine Arts in Theatre and Art History nel 2001. 

## Carriera
Nel 2003 recita nel film Warnings - Presagi di morte e, sempre nello stesso anno, ottiene una parte in Wonderland, un film di James Cox. Nel 2004 è una delle protagoniste del film Giovani vampire.
Diventa nota al pubblico internazionale con le serie televisive, in particolare The Forgotten, che viene cancellata dopo una sola stagione, nella quale interpreta la parte di Candace Butler. Successivamente prende parte alle serie CBS Hawaii Five-0 recitando il ruolo del tenente Catherine Rollins.
Nel 2011, entra nel cast della serie Combat Hospital, interpretando il maggiore Rebecca Gordon.
Appare nel 2019 nel film Shazam! recitando nella versione adulta di Mary Bromfield.

## Filmografia

### Cinema
- In Your Face, regia di Tim Tommasino (2002)
- Warnings - Presagi di morte (Silent Warnings), regia di Christian McIntire (2003)
- Wonderland, regia di James Cox (2003)
- Giovani vampire (The Sisterhood),  regia di David DeCoteau (2004)
- Trespassers, regia di Ian McCrudden (2006)
- Rampage: The Hillside Strangler Murders, regia di Chris Fisher (2006)
- Le regole del gioco (Lucky You), regia di Curtis Hanson (2007)
- TiMER, regia di Jac Schaeffer (2009)
- A Good Old Fashioned Orgy, regia di Alex Gregory (2011)
- Easy Rider: The Ride Back, regia di Dustin Rikert (2012)
- Teenage Cocktail, regia di John Carchietta (2016)
- Shazam!, regia di David F. Sandberg (2019)
- Il coraggio di Karen (No Good Deed), regia di Caroline Labrèche (2020)

### Televisione
- Off Centre - serie TV, episodio 2x04 (2002)
- Center of the Universe - serie TV, episodio 1x06 (2004)
- Komodo vs. Cobra - film TV, regia di Jim Wynorski (2005)
- Freddie - serie TV, episodio 1x04 (2005)
- Supernatural - serie TV, episodio 2x20 (2007)
- Tell Me You Love Me - Il sesso. La vita (Tell Me You Love Me) – serie TV, 10 episodi (2007)
- Law & Order - Unità vittime speciali (Law & Order: Special Victims Unit) - serie TV, episodio 9x18 (2008)
- The Cleaner - serie TV, episodio 1x11 (2008)
- The Forgotten – serie TV, 17 episodi (2009-2010)
- Matadors - film TV, regia di Yves Simoneau (2010)
- Hawaii Five-0 – serie TV, 61 episodi (2010-2020)
- Dark Blue - serie TV, episodi 2x09 e 2x10 (2010)
- Combat Hospital – serie TV, 13 episodi (2011)
- Segreti e tradimenti (Devious Nanny) – film TV, regia di Devon Downs e Kenny Gage (2018)
- Conrad & Michelle: If Words Could Kill - film TV, regia di Stephen Tolkin (2018)
- Feste col ladro (The Christmas Thief) - film TV, regia di Danny Salles (2021)

### Cortometraggi
- Apartment, regia Noah Ehlert (2002)
- Playing It Straight, regia Charissa Sanjarernsuithikul (2017)

## Doppiatrici italiane
Nelle versioni in italiano delle opere in cui ha recitato, Michelle Borth è stata doppiata da:
- Daniela Calò in Law & Order - Unità vittime speciali
- Perla Liberatori ne Il coraggio di Karen
- Domitilla D'Amico in Combat Hospital
- Rachele Paolelli in Hawaii Five-0
- Stella Musy in The Forgotten
- Barbara De Bortoli in Shazam!